# Ханмурзаев, Наби
Наби́ Ханмурза́ев (1897—1950) — кумыкский советский поэт.

## Биография
Наби Ханмурзаев родился в 1897 году в селе Нижнее Казанище (ныне Буйнакский район Дагестана). Получил образование на педагогических курсах в Дагестане и в Москве в 1919—1920 годах, после чего до 1931 года работал учителем. После занимал должность в Народном комиссариате просвещения в Махачкале. В 1941 году вернулся в родное село, где стал директором школы.

## Творчество
Первые произведения были написаны Ханмурзаевым в 1918 году. Его принадлежат поэтические сборники «Алды кюлкю арты гёзьяш» («Смех сквозь слёзы») и «Дав йырлары» («Военные стихи»); поэма «Что видел Дагестан?»; пьесы «Знахарь и повитуха» и «Мстители», а также другие произведения. Тематика произведений Ханмурзаева — борьба с невежеством, дружба народов, героизм на фронте и в тылу.